# لادا ریوا

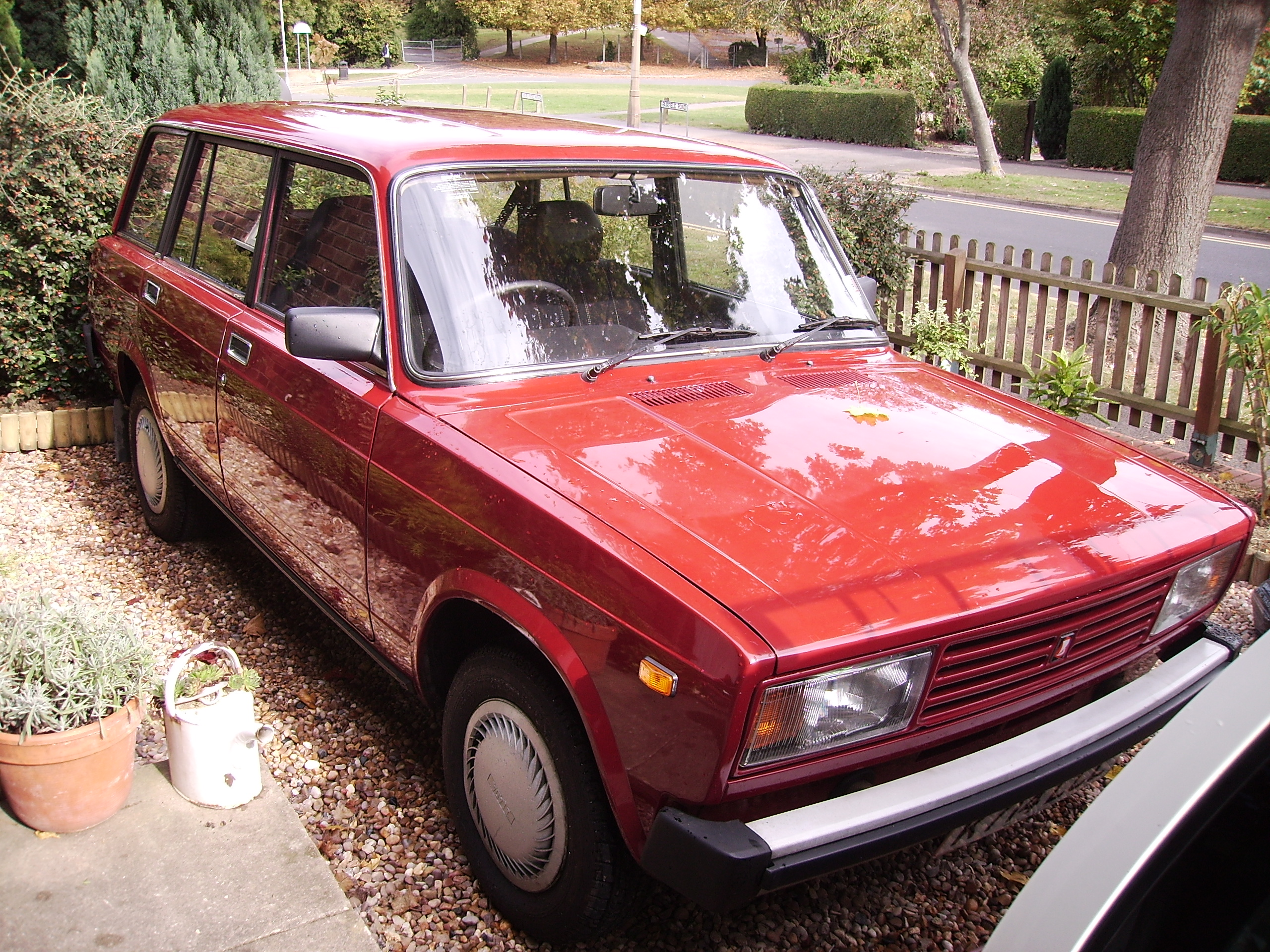

لادا ریوا (Lada Riva) خودرویی است که از سال ۱۹۸۰ تا ۲۰۱۲ در روسیه تولید شده‌است.
اگر تولید فیات ۱۲۴ با تولیدات لادای اولیه تولیاتی و لادای ریوا در هند، اسپانیا، بلغارستان، ترکیه، مصر و کره جمع زده شود حدود ۲۰ میلیون از این خودرو تولید شد و تا سال ۲۰۱۳ به عنوان دومین خودروی پرفروش تاریخ شناخته شده‌است.

## نگارخانه

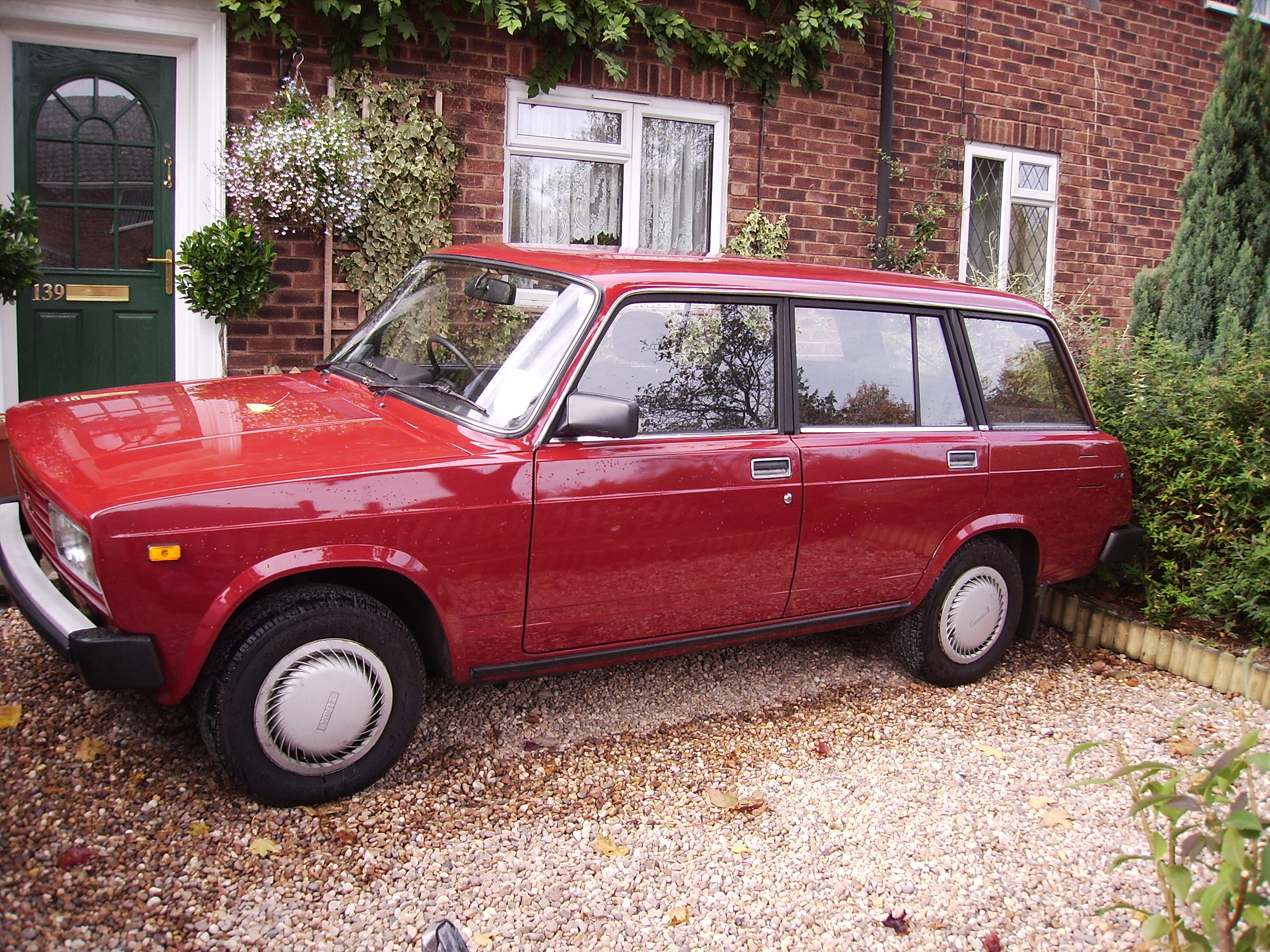
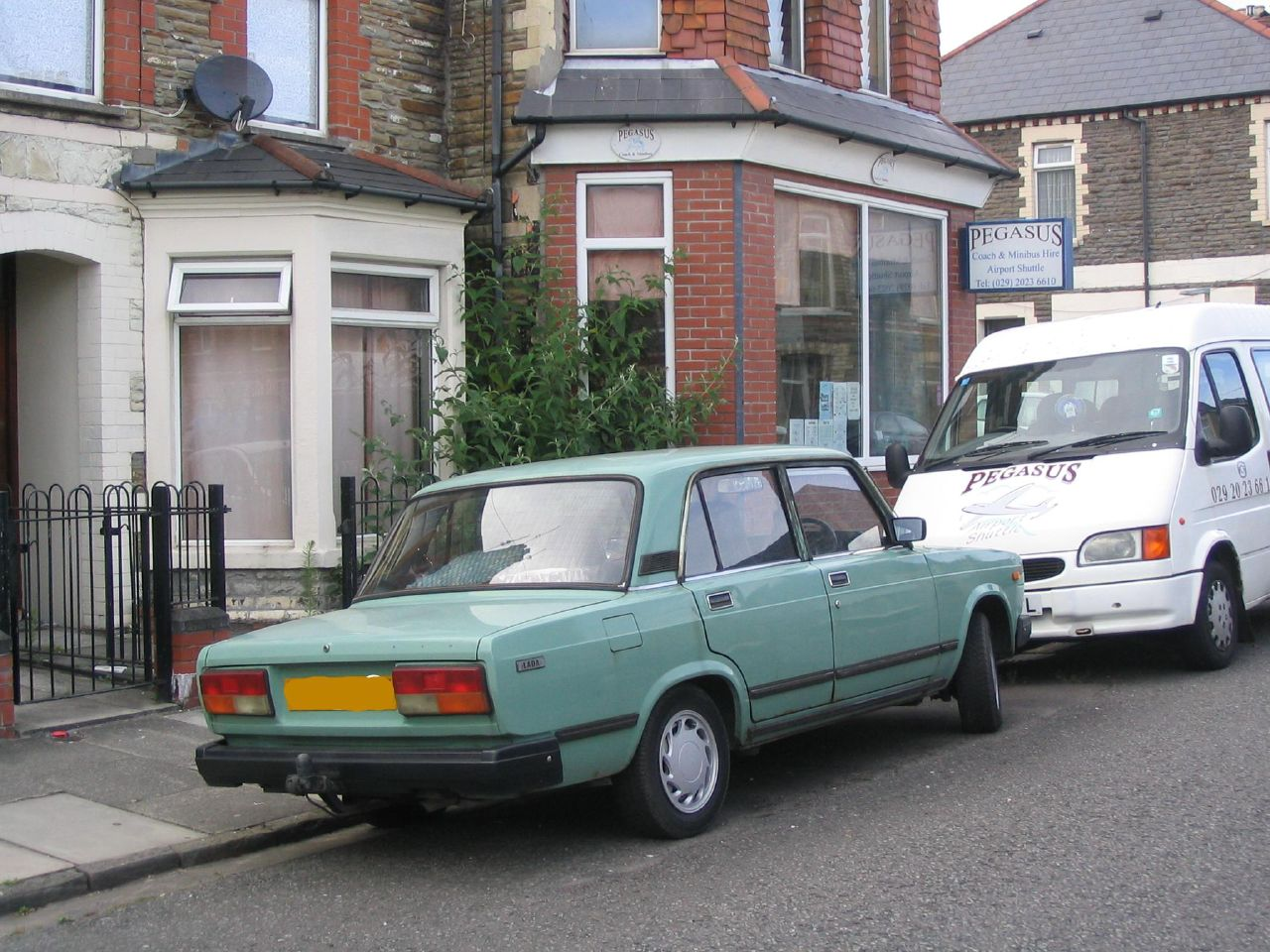
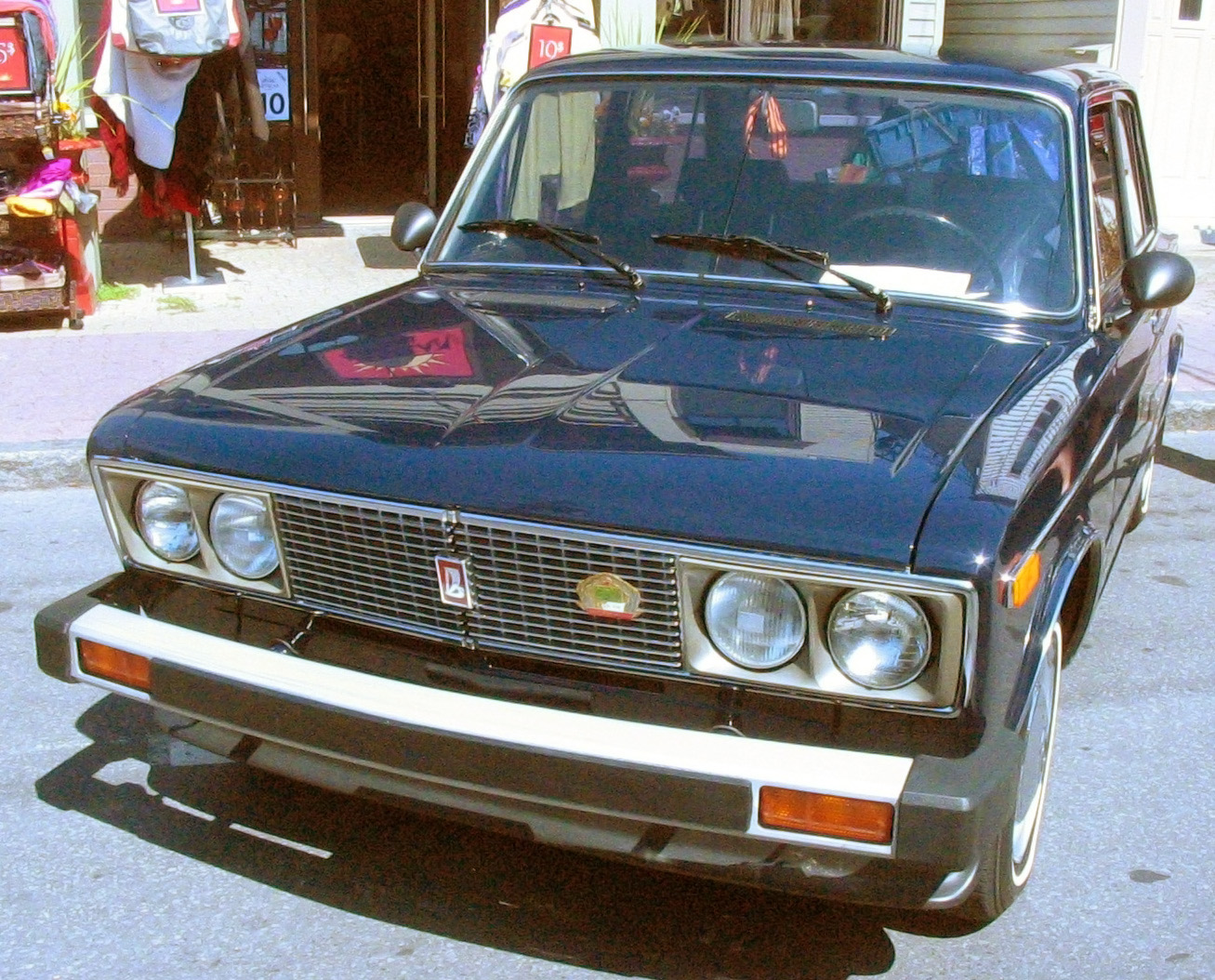